# Сражение при Кальдьеро (1805)
Сражение при Кальдьеро (нем. Schlacht bei Caldiero) — сражение 30 октября 1805 года, когда 37 тысяч французов под командованием маршала Андре Массены столкнулись с 50-тысячной австрийской армией под командованием эрцгерцога Карла, укрепившейся в деревне Кальдьеро и на окрестных высотах. Массена атаковал и захватил высоты, но деревня держалась до конца дня.
Предусматривалось, что с началом войны австрийская армия под командованием эрцгерцога Карла должна вторгнуться в Ломбардию. Но его войска не были достаточно сильны для этого в сентябре. К тому же австрийцы сильно недооценили силы французских войск Массены. Кроме того, в руках французов оказались крепости: Верона, Леньяго, Мантуя и Пескьера. Поэтому эрцгерцог решил дождаться наступления французов. Он разместил часть своих войск, чтобы занять Венецию, и корпус под командованием Иоганна фон Гиллера возле Тренто. Австрийцы сосредоточили основную армию на укреплённой позиции у Кальдьеро. Австрийцы удерживали гребень горного хребта у села. Их крайнее правое крыло примыкало к глубокому оврагу. Центр находился недалеко от городка Кальдьеро. Левое крыло простиралось до Адидже. Различные окопы укрепили важнейшие пункты австрийских позиций.
Когда Массена узнал о победе Наполеона при Ульме, он решил атаковать. Утром 29 октября французы форсировали Адидже. Они сломили сопротивление передовых австрийских частей и продвинулись вперед после тяжелых боев. Австрийскому авангарду пришлось постепенно отходить к Кальдьеро. Однако Массена решил не отдавать приказ о главной атаке позиций у Кальдьеро до следующего дня. Эрцгерцог смог воспользоваться возможностью, чтобы укрепить уязвимые места. Он надеялся, что сможет сам перейти в контрнаступление. Со своей стороны, Массена намеревался прорвать центр противника за счет обхода австрийского левого крыла. Другое крыло должно было быть отрезано и загнано в близлежащие болота. После этого оставшиеся основные силы французов должны были атаковать ослабленных австрийцев.
Поскольку утром 30 октября густой туман затруднил видимость, эрцгерцог отложил свои планы атаки. В стычках участвовали уже передовые части. Атакующая колонна французов, уклонившаяся от противника, после тяжелых боев была разбита австрийцами. Правое крыло австрийцев удерживал корпус генерала от кавалерии графа фон Бельгарда. Оборона австрийских окопов на высотах Колоньола-Альта была возложена на дивизию генерал-майора Йозефа Антона фон Симбшена (8 пехотных полков, 5 пограничных батальонов и 8 гусарских эскадронов), с которыми ему удалось в течение трёх дней успешно удерживать окопы между Бельфиоре ди Порчиле и Иласи, отражая упорные атаки французской дивизии Молитора.
По тяжелому шуму боя у Массены сложилось впечатление, что окружение удалось, и он приказал атаковать австрийский центр. Австрийцы, со своей стороны, продвинулись вперед, и последовали часы тяжелых боев. В конце концов измученные австрийцы начали отступать, и победа французов казалась обеспеченной. Вмешательство эрцгерцога с гренадерской дивизией позволило удержать позиции. С другой стороны, Массена приказал возобновить атаку на австрийский центр и стал в авангарде атаки на высоты Корсаньола, которые он считал решающим пунктом австрийских позиций. Несмотря на неоднократные атаки французы не добились решающего успеха, так как кажущийся успех был сорван австрийскими резервными частями. Это вынудило Массену отступить. Еще одна французская атака днем позже также не удалась.
Ночью эрцгерцог вывез снаряжение и обоз, оставив 5-тысячный корпус под командованием Хилингера для прикрытия отступления. На следующий день арьергард австрийцев был захвачен в плен.
Австрийцы потеряли 3000 убитыми и ранеными, включая корпус Хилингера, в плен попало 8000 человек. Французы потеряли 4000 убитыми и ранеными.